# Sixto IV nombra a Bartolomé Platina prefecto de la Biblioteca Vaticana
Sixto IV nombra a Bartolomé Platina prefecto de la Biblioteca Vaticana es un fresco transferido a lienzo del pintor italiano Melozzo da Forlì, que antiguamente decoraba la Biblioteca Vaticana y que se encuentra actualmente en la Pinacoteca Vaticana, en Roma.

## Historia
El fresco fue ejecutado aproximadamente hacia 1477 como parte de la decoración de la Biblioteca Vaticana, que había sido fundada por el papa Sixto IV dos años antes, el 15 de junio de 1475, cuando por medio de la bula Ad decorem militantis Ecclesiae le asignaba un presupuesto y nombraba a Bartolomeo Platina primer bibliotecario (prefecto de la biblioteca). El tema del fresco es interpretado tradicionalmente como el momento en que Sixto IV nombra prefecto a Platina. La decoración de la Biblioteca incluía también obras de Antoniazzo Romano y de los hermanos Davide y Domenico Ghirlandaio. 
Hacia 1587 el papa Sixto V encargó al arquitecto Domenico Fontana que construyera un nuevo edificio, que todavía se utiliza en la actualidad, para albergar la biblioteca. El fresco de Melozzo fue desprendido y trasladado a lienzo, retocado y expuesto en la Pinacoteca en 1820.

## Descripción
Como se ha podido verificar gracias a los análisis realizados en el fresco, la obra fue terminada por el artista en treinta jornadas. Muestra al papa, visto levemente desde abajo, sentado frente a Bartolomeo Platina, que permanece arrodillado ante él. Aparecen representados también los sobrinos del papa, los cardenales Giuliano della Rovere (futuro papa Julio II, de pie frente al papa) y Rafael Riario (detrás de su silla). A la izquierda están Girolamo Riario y el hermano de Giuliano, Giovanni della Rovere (a la izquierda). En este sentido la obra es un gran "retrato de familia", monumental y celebrador, dentro del cual cada uno ocupa su lugar sin necesidad de interactuar con los demás, en el más absoluto silencio. Los perfiles de los personajes están exaltados por la grandiosa perspectiva que resulta de los imponentes pilares, los altos arcos y el estupendo artesonado azul y oro. La columna del fondo sirve de divisorio entre los laicos, a la izquierda, y los eclesiásticos, a la derecha.
Platina señala hacia una inscripción, redactada por él mismo, que exalta los logros de Sixto IV.